# Saint-Frézal-d'Albuges
Pour les articles homonymes, voir Saint-Frézal.
Saint-Frézal-d'Albuges est une commune française, située dans l'est du département de la Lozère en région Occitanie.
Exposée à un climat de montagne, elle est drainée par le Chassezac, le Cheylard et par divers autres petits cours d'eau. La commune possède un patrimoine naturel remarquable composé d'une zone naturelle d'intérêt écologique, faunistique et floristique.
Saint-Frézal-d'Albuges est une commune rurale qui compte 61 habitants en 2022, après avoir connu un pic de population de 354 habitants en 1806.  Elle fait partie de l'aire d'attraction de Mende. Ses habitants sont appelés les Frézaliens ou  Frézaliennes.

## Géographie

### Localisation
Saint Frézal-d'Albuges est situé à 39 km de Langogne, à 135 km de Privas, à 34 km à l'est de Mende et à 145 km de Nîmes.

### Communes limitrophes
Les communes limitrophes sont  Chaudeyrac, Cheylard-l'Évêque, Mont Lozère et Goulet et Montbel.
|         | Chaudeyrac             | Cheylard-l'Évêque     |
| Montbel | Saint-Frézal-d'Albuges |                       |
|         |                        | Mont Lozère et Goulet |

### Géologie et relief
La commune se situe au-dessous du Moure de la Gardille (1 503 m), au-dessus de la vallée du Chassezac, face à la montagne du Goulet (1 497 m), entre Lot et Allier.

### Climat
Pour des articles plus généraux, voir Climat de l'Occitanie et Climat de la Lozère.
En 2010, le climat de la commune est de type climat de montagne, selon une étude s'appuyant sur une série de données couvrant la période 1971-2000. En 2020, Météo-France publie une typologie des climats de la France métropolitaine dans laquelle la commune est exposée à un climat de montagne ou de marges de montagne et est dans la région climatique Sud-est du Massif Central, caractérisée par une pluviométrie annuelle de 1 000 à 1 500 mm, minimale en été, maximale en automne.
Pour la période 1971-2000, la température annuelle moyenne est de 7 °C, avec une amplitude thermique annuelle de 15,5 °C. Le cumul annuel moyen de précipitations est de 1 190 mm, avec 10,1 jours de précipitations en janvier et 6,2 jours en juillet. Pour la période 1991-2020, la température moyenne annuelle observée sur la station météorologique la plus proche, située sur la commune de Mont Lozère et Goulet à 9 km à vol d'oiseau, est de 6,9 °C et le cumul annuel moyen de précipitations est de 1 192,5 mm,. Pour l'avenir, les paramètres climatiques de la commune estimés pour 2050 selon différents scénarios d'émission de gaz à effet de serre sont consultables sur un site dédié publié par Météo-France en novembre 2022.

### Milieux naturels et biodiversité

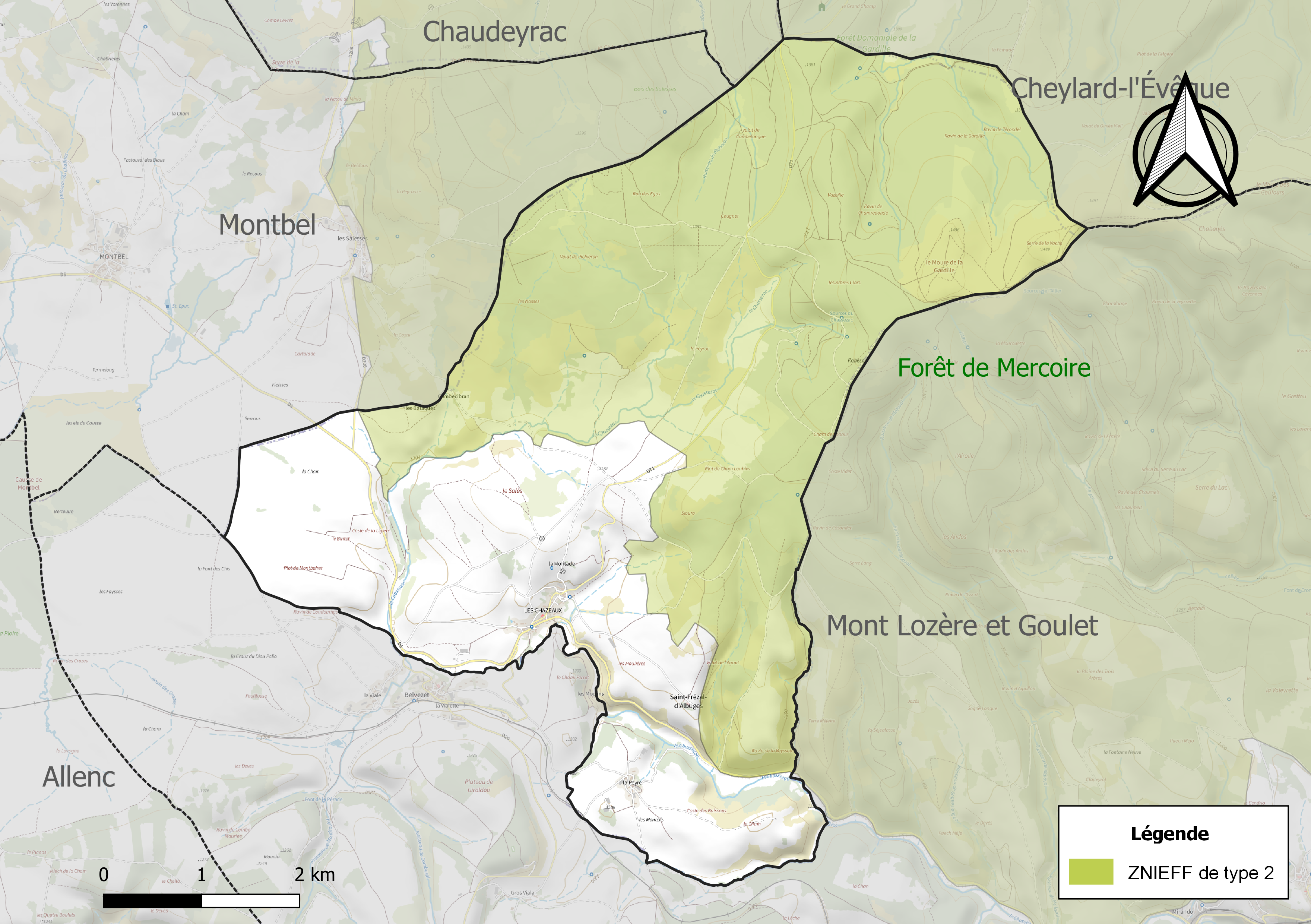
Carte de la ZNIEFF de type 2 localisée sur la commune.

L’inventaire des zones naturelles d'intérêt écologique, faunistique et floristique (ZNIEFF) a pour objectif de réaliser une couverture des zones les plus intéressantes sur le plan écologique, essentiellement dans la perspective d’améliorer la connaissance du patrimoine naturel national et de fournir aux différents décideurs un outil d’aide à la prise en compte de l’environnement dans l’aménagement du territoire.
Une ZNIEFF de type 2 est recensée sur la commune :
la « forêt de Mercoire » (11 190 ha), couvrant 7 communes du département.

## Urbanisme

### Typologie
Au 1er janvier 2024, Saint-Frézal-d'Albuges est catégorisée commune rurale à habitat très dispersé, selon la nouvelle grille communale de densité à sept niveaux définie par l'Insee en 2022.
Elle est située hors unité urbaine. Par ailleurs la commune fait partie de l'aire d'attraction de Mende, dont elle est une commune de la couronne,. Cette aire, qui regroupe 31 communes, est catégorisée dans les aires de moins de 50 000 habitants,.

### Occupation des sols
L'occupation des sols de la commune, telle qu'elle ressort de la base de données européenne d’occupation biophysique des sols Corine Land Cover (CLC), est marquée par l'importance des forêts et milieux semi-naturels (71,8 % en 2018), en diminution par rapport à 1990 (76,1 %). La répartition détaillée en 2018 est la suivante : 
forêts (39,8 %), milieux à végétation arbustive et/ou herbacée (32 %), zones agricoles hétérogènes (20,4 %), terres arables (4,8 %), prairies (3 %). L'évolution de l’occupation des sols de la commune et de ses infrastructures peut être observée sur les différentes représentations cartographiques du territoire : la carte de Cassini (XVIIIe siècle), la carte d'état-major (1820-1866) et les cartes ou photos aériennes de l'IGN pour la période actuelle (1950 à aujourd'hui).

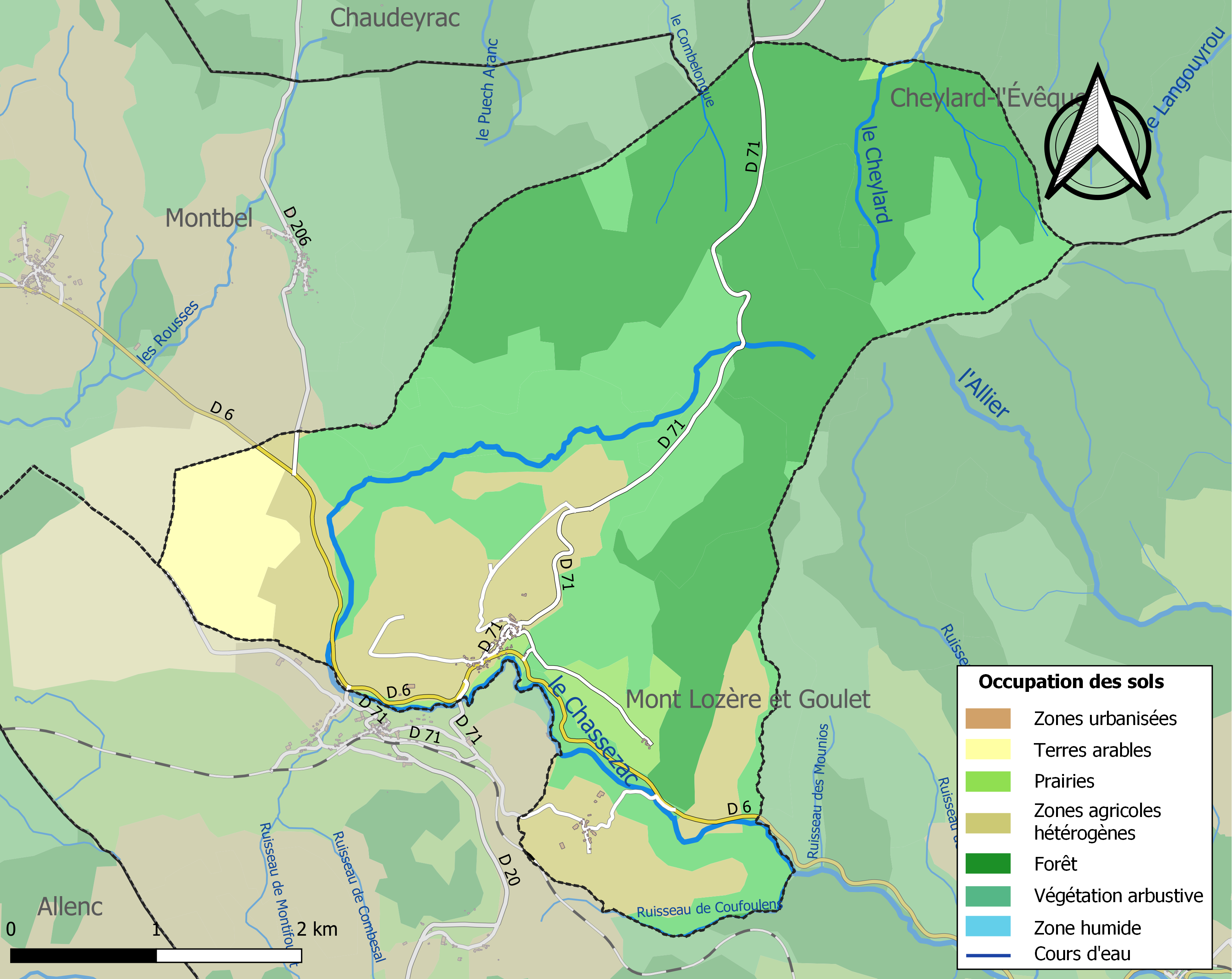
Carte des infrastructures et de l'occupation des sols de la commune en 2018 (CLC).

### Risques majeurs
Le territoire de la commune de Saint-Frézal-d'Albuges est vulnérable à différents aléas naturels : météorologiques (tempête, orage, neige, grand froid, canicule ou sécheresse), feux de forêts, mouvements de terrains et séisme (sismicité faible). Il est également exposé à un risque particulier : le risque de radon. Un site publié par le BRGM permet d'évaluer simplement et rapidement les risques d'un bien localisé soit par son adresse soit par le numéro de sa parcelle.

#### Risques naturels
Saint-Frézal-d'Albuges est exposée au risque de feu de forêt. Un plan départemental de protection des forêts contre les incendies (PDPFCI) a été approuvé en décembre 2014 pour la période 2014-2023. Les mesures individuelles de prévention contre les incendies sont précisées par divers arrêtés préfectoraux et s’appliquent dans les zones exposées aux incendies de forêt et à moins de 200 mètres de celles-ci. L’arrêté du 23 mars 2018, complété par un arrêté de 2020, réglemente l'emploi du feu en interdisant notamment d’apporter du feu, de fumer et de jeter des mégots de cigarette dans les espaces sensibles et sur les voies qui les traversent sous peine de sanctions. L'arrêté du 23 août 2021, abrogeant un arrêté de 2002, rend le débroussaillement obligatoire, incombant au propriétaire ou ayant droit,,.

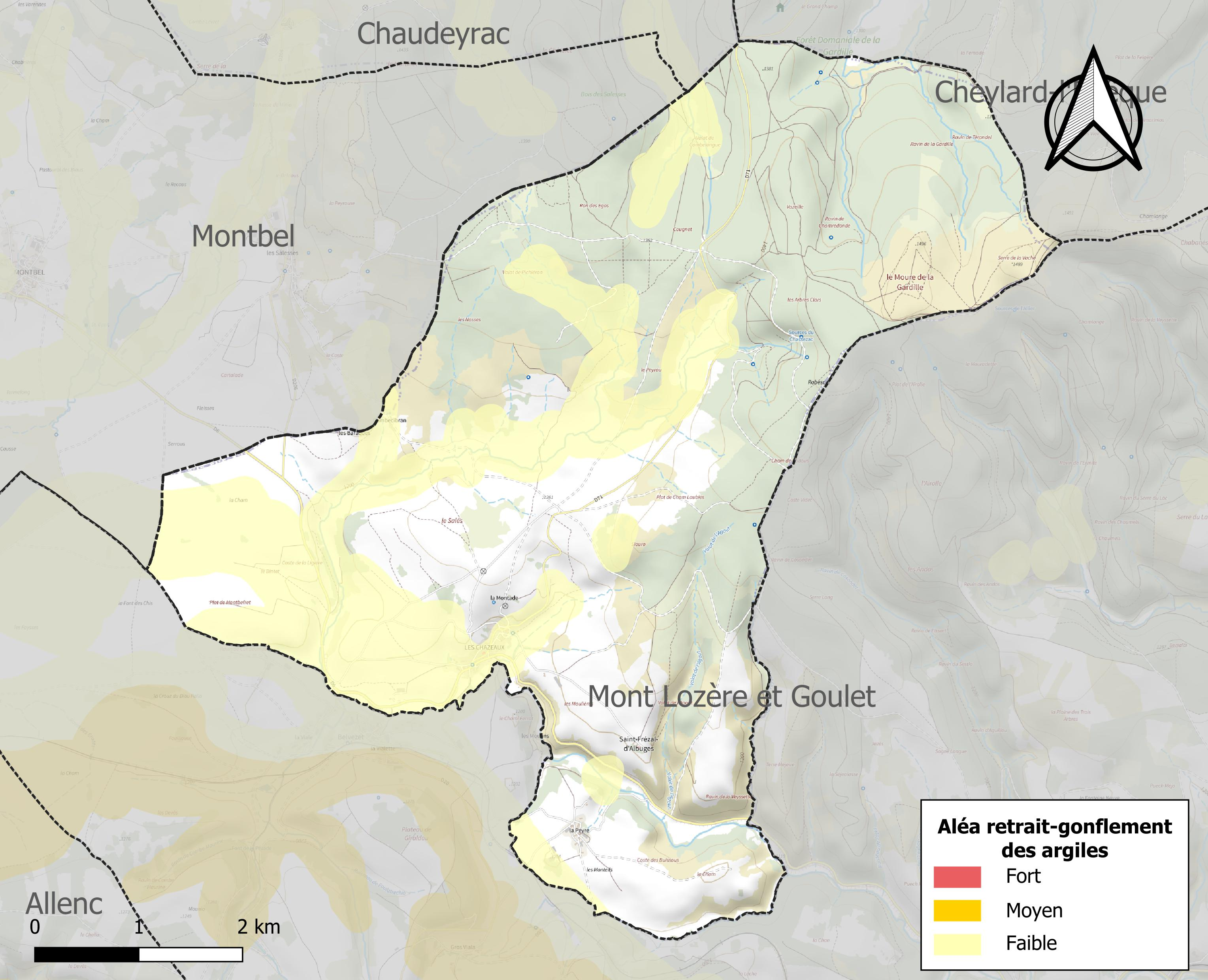
Carte des zones d'aléa retrait-gonflement des sols argileux de Saint-Frézal-d'Albuges.

Les mouvements de terrains susceptibles de se produire sur la commune sont des glissements de terrain.
Le retrait-gonflement des sols argileux est susceptible d'engendrer des dommages importants aux bâtiments en cas d’alternance de périodes de sécheresse et de pluie. Aucune partie du territoire de la commune n'est en aléa moyen ou fort (15,8 % au niveau départemental et 48,5 % au niveau national). Sur les 68 bâtiments dénombrés sur la commune en 2019,  aucun n'est en aléa moyen ou fort, à comparer aux 14 % au niveau départemental et 54 % au niveau national. Une cartographie de l'exposition du territoire national au retrait gonflement des sols argileux est disponible sur le site du BRGM,.
Par ailleurs, afin de mieux appréhender le risque d’affaissement de terrain, l'inventaire national des cavités souterraines permet de localiser celles situées sur la commune.
La commune a été reconnue en état de catastrophe naturelle au titre des dommages causés par les inondations et coulées de boue survenues en 1982, 1994 et 2003. 

#### Risque particulier
Dans plusieurs parties du territoire national, le radon, accumulé dans certains logements ou autres locaux, peut constituer une source significative d’exposition de la population aux rayonnements ionisants. Certaines communes du département sont concernées par le risque radon à un niveau plus ou moins élevé. Selon la classification de 2018, la commune de Saint-Frézal-d'Albuges est classée en zone 3, à savoir zone à potentiel radon significatif.

## Démographie
L'évolution du nombre d'habitants est connue à travers les recensements de la population effectués dans la commune depuis 1793. Pour les communes de moins de 10 000 habitants, une enquête de recensement portant sur toute la population est réalisée tous les cinq ans, les populations de référence des années intermédiaires étant quant à elles estimées par interpolation ou extrapolation. Pour la commune, le premier recensement exhaustif entrant dans le cadre du nouveau dispositif a été réalisé en 2005.

En 2022, la commune comptait 61 habitants, en évolution de −11,59 % par rapport à 2016 (Lozère : +0,11 %, France hors Mayotte : +2,11 %).
| 1793 | 1800 | 1806 | 1821 | 1831 | 1836 | 1841 | 1846 | 1851 |
| ---- | ---- | ---- | ---- | ---- | ---- | ---- | ---- | ---- |
| 282  | 292  | 354  | 309  | 288  | 300  | 298  | 293  | 272  |

| 1856 | 1861 | 1866 | 1872 | 1876 | 1881 | 1886 | 1891 | 1896 |
| ---- | ---- | ---- | ---- | ---- | ---- | ---- | ---- | ---- |
| 287  | 290  | 306  | 298  | 301  | 315  | 310  | 321  | 320  |

| 1901 | 1906 | 1911 | 1921 | 1926 | 1931 | 1936 | 1946 | 1954 |
| ---- | ---- | ---- | ---- | ---- | ---- | ---- | ---- | ---- |
| 330  | 307  | 284  | 264  | 232  | 209  | 187  | 150  | 96   |

| 1962 | 1968 | 1975 | 1982 | 1990 | 1999 | 2005 | 2006 | 2010 |
| ---- | ---- | ---- | ---- | ---- | ---- | ---- | ---- | ---- |
| 103  | 92   | 79   | 62   | 56   | 42   | 46   | 47   | 53   |

| 2015 | 2020 | 2022 | - | - | - | - | - | - |
| ---- | ---- | ---- | - | - | - | - | - | - |
| 69   | 60   | 61   | - | - | - | - | - | - |

## Économie

### Emploi
|                | 2008  | 2013  | 2018  |
| -------------- | ----- | ----- | ----- |
| Commune        | 0 %   | 2,6 % | 0 %   |
| Département    | 5 %   | 6,4 % | 7,1 % |
| France entière | 8,3 % | 10 %  | 10 %  |

En 2018, la population âgée de 15 à 64 ans s'élève à 40 personnes, parmi lesquelles on compte 69,4 % d'actifs (69,4 % ayant un emploi et 0 % de chômeurs) et 30,6 % d'inactifs,. Depuis 2008, le taux de chômage communal (au sens du recensement) des 15-64 ans est inférieur à celui de la France et du département.
La commune fait partie de la couronne de l'aire d'attraction de Mende, du fait qu'au moins 15 % des actifs travaillent dans le pôle,. Elle compte 7 emplois en 2018, contre 9 en 2013 et 8 en 2008. Le nombre d'actifs ayant un emploi résidant dans la commune est de 28, soit un indicateur de concentration d'emploi de 24 % et un taux d'activité parmi les 15 ans ou plus de 51 %.
Sur ces 28 actifs de 15 ans ou plus ayant un emploi, 7 travaillent dans la commune, soit 24 % des habitants. Pour se rendre au travail, 84 % des habitants utilisent un véhicule personnel ou de fonction à quatre roues, 4 % les transports en commun, 4 % s'y rendent en deux-roues, à vélo ou à pied et 8 % n'ont pas besoin de transport (travail au domicile).

## Culture locale et patrimoine

### Lieux et monuments
- Chapelle Saint-Frézal de Saint-Frézal-d'Albuges.

L'église Saint-Frézal
L'édifice a été classé au titre des monuments historiques en 1984.
Cette église romane du XIIe-XIIIe siècle fut dédiée à saint Frézal, évêque du Gévaudan qui fut assassiné en 828. C'est une église de type provençal : nef voûtée en berceau légèrement brisé, arc triomphal, chapiteaux géminés et ornés, abside en cul-de-four, chevet à trois pans. L'église de Saint-Frézal est la plus belle et la plus solide du diocèse. Elle a dû être l'église d'un couvent de moines. Elle est aujourd'hui bien isolée et bien incommode par sa position. En effet, elle est ventée tout autant que la plaine de Montbel sur son éperon avancé, et si Chazeaux se cache un peu à l'abri de la colline qui surplombe le village, le mas de Combecibron et le domaine des Laubies n'ont pas grand chose à envier à la plaine. La Peyre est, quant à elle, un peu plus exposée. Ces quatre lieux formaient la paroisse de Saint-Frézal en 1705.

### Patrimoine environnemental
Saint-Frézal-d'Albuges est inclus dans la zone naturelle d'intérêt écologique, faunistique et floristique (ZNIEFF) continentale de type 2 de la « Forêt de Mercoire », soit 11 190 hectares sur sept communes dont Saint-Frézal.